# Hermann Altgelt
Johann Hermann Altgelt (* 18. Juni 1795 in Krefeld, Grafschaft Moers, Königreich Preußen; † 10. Dezember 1871 in Düsseldorf) war ein deutscher evangelischer Theologe und Militärgeistlicher, Lehrer an einer Militärschule, Hauslehrer und Erzieher des Prinzen Alexander von Preußen, preußischer Regierungs- und Schulrat sowie Autor bzw. Herausgeber von theologischen und landeshistorischen Schriften. Von 1867 bis 1870 amtierte er als Vorsitzender des Direktoriums der Kunstakademie Düsseldorf.

## Leben
Als Altgelt 1795 als zweiter von drei Söhnen des aus Altenkirchen (Westerwald) gebürtigen Krefelder Pfarrers Karl Philipp Altgelt (1752–1801) und dessen Ehefrau Anna Elisabeth geb. Schultheiß (1763–1819) das Licht der Welt erblickte, war seine Geburtsstadt Krefeld ein Teil des im Ersten Koalitionskrieg von Frankreich besetzten Linken Rheinufers. 1812 begann er ein Studium der evangelischen Theologie, dessen Stationen die Universität Utrecht, die Friedrich-Wilhelms-Universität zu Berlin und die Friedrichs-Universität Halle waren. Im Jahr 1815 verließ er die Universität Utrecht, an der er mittels des Stipendium Bernardinum die Theologie der „reformierten Religion“ studiert hatte, und diente als Leutnant im 1. Rheinischen Landwehr-Regiment. Nach den Befreiungskriegen setzte er das Studium fort. 1818 absolvierte er sein erstes theologisches Examen.
Zunächst arbeitete er als Hauslehrer in Düsseldorf. 1820 erhielt er eine Stelle als evangelischer Feldprediger bei der 14. Division der Preußischen Armee. Den Gottesdienst verrichtete er an der Garnisonskirche Düsseldorf. Zugleich wurde er Lehrer an der Militärschule in Düsseldorf. 1825 wurde er dort unter Otto August Rühle von Lilienstern zum Studiendirektor ernannt. Im selben Jahr stellte ihn Friedrich von Preußen, ein Neffe König Friedrich Wilhelms III. und Divisionskommandeur in Düsseldorf, als Privatlehrer seines erstgeborenen Sohnes Alexander an. Eine Bewerbung zum Amt eines Predigers der evangelischen Gemeinde in London sowie als Sekretär am British Museum scheiterte 1822.
Nachdem Altgelt 1828 aus der preußischen Armee ausgeschieden war, erhielt er 1829 eine subalterne Stellung bei der Königlichen Regierung zu Düsseldorf. 1830 stieg er dort zum Vertreter des Regierungs- und Schulrats Karl Wilhelm Kortüm auf. Als solcher erlangte er die Zuständigkeit für das Elementar- und das Höhere Schulwesen sowie den Kultus der Juden im Regierungsbezirk Düsseldorf. Im gleichen Jahr veröffentlichte er zum dreihundertjährigen Jubiläum der Confessio Augustana seine erste Schrift: 1. Petri III. 15. Seid aber allezeit bereit zur Verantwortung Jedermann, der Grund fordert der Hoffnung, die in Euch ist. Eine Predigt zur Feier des 25. Juni 1830. Im Jahr 1832 wurde Altgelt von seinem Dienstherrn – nach jahrelangen fachlichen und konfessionellen Bedenken – in den Rang eines Regierungs- und Schulrats befördert. Zusätzlich erhielt er die Zuständigkeit für die Rettungsanstalt Düsseltal für Waisenkinder. 1837 war er an der Spitze eines „provisorischen Curatoriums“ an der Gründung der Luisenschule in Düsseldorf beteiligt. Deren pädagogisches Programm verstand er als „Seelenbildungsstätte“. 1841 wurde seine Zuständigkeit auf das gesamte evangelische Schulwesen im Regierungsbezirk erweitert. Wohl im gleichen Jahr veröffentlichte er die Sammlung der gesetzlichen Bestimmungen und Vorschriften des Elementar-Schulwesens im Bezirke der Königl. Regierung zu Düsseldorf, nebst einer historischen Einleitung in die Verwaltung des öffentlichen Unterrichts, aus den Zeiten des Churfürsten Carl Theodor, bis auf das Todesjahr des Königes Friedrich Wilhelm III. 1843 verwarnte ihn sein Dienstherr, nachdem er eine Petition gegen das Verbot der Rheinischen Zeitung unterzeichnet hatte. Im Jahr 1845 erweiterte sich Altgelts Zuständigkeit um die Aufsicht für die Fabrikschulen sowie für Vermögen, Dotation und Bauten der evangelischen Schulen. In diesem Jahr publizierte er die Geschichte der Grafen und Herren von Moers. Wegen seiner Kontakte zu liberalen Kreisen verwarf sein Dienstherr den Gedanken, Altgelt zum Zensor des Regierungsbezirks zu ernennen. 1862 wurde er zum Geheimen Regierungs- und Schulrat befördert. Damals bewohnte er ein Haus an der Königsallee 24. 1865 ging er in den Ruhestand.

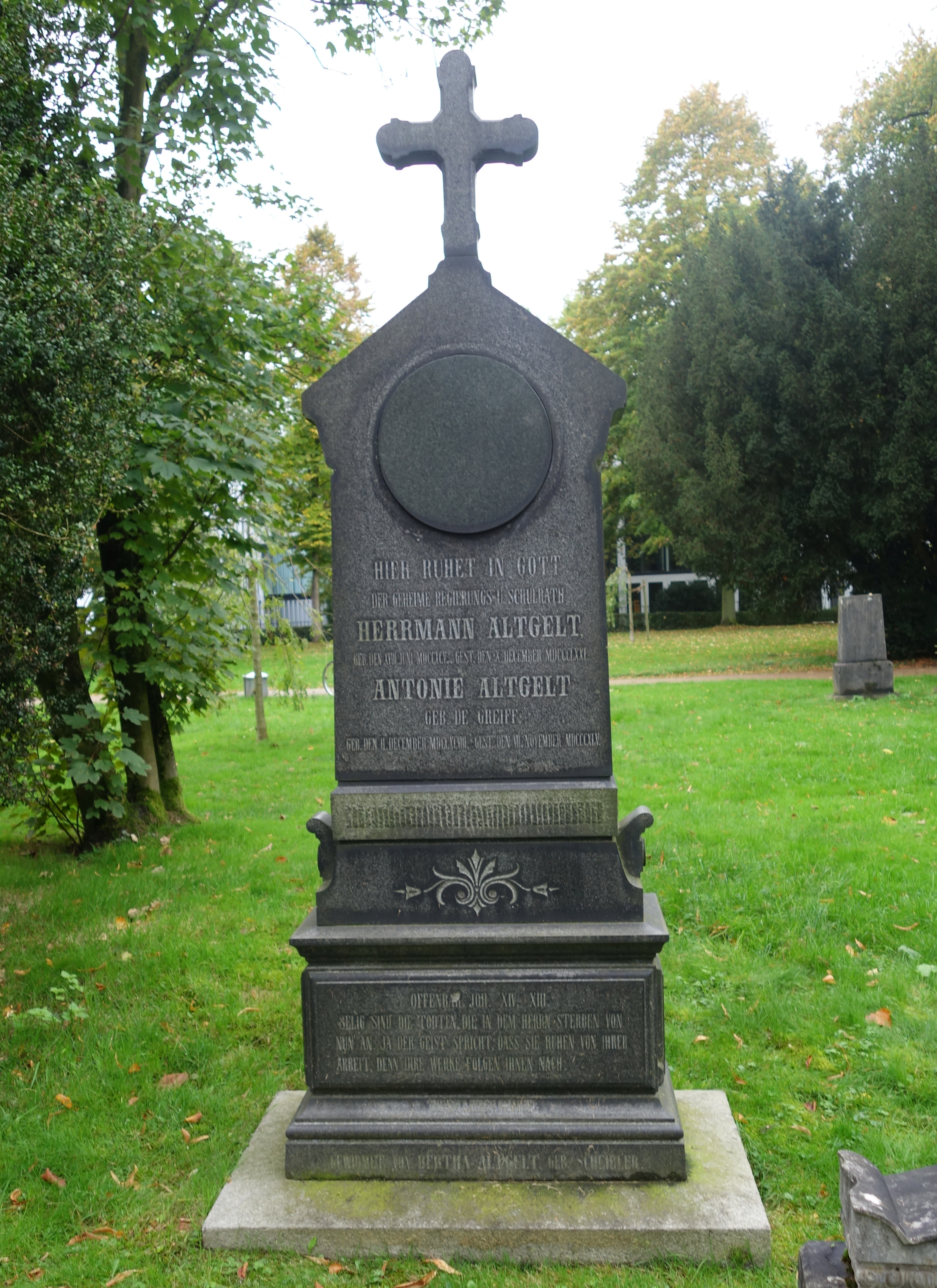
Grabmal von Hermann Altgelt und seiner Familie auf dem Golzheimer Friedhof in Düsseldorf

Durch seine Stellung als Privatlehrer am Düsseldorfer Hofe des Prinzen Friedrich von Preußen kam Altgelt ab Mitte der 1820er Jahre mit führenden Persönlichkeiten von Stadt und Region in Kontakt. Ein Freund war der Lehrer und Literaturhistoriker Karl Hoffmeister. Zu seinem Freundeskreis zählten ferner der Dichter Ferdinand Freiligrath und der Schriftsteller, Theaterleiter und Landgerichtsrat Karl Immermann, dessen „Zweckloser Gesellschaft“ er beitrat. 1864/1865 diente er dem Kunstverein für die Rheinlande und Westfalen als Vorsitzender. Ferner war Altgelt Mitglied der Maatschappij der Nederlandse Letterkunde in Leiden, des Bezirksvereins für das Wohl der arbeitenden Klassen und des Historischen Vereins für den Niederrhein. 1867 betraute ihn die Düsseldorfer Regierung unter Friedrich von Kühlwetter mit Leitungsfunktionen an der Kunstakademie Düsseldorf, als deren Direktor Eduard Bendemann erkrankt war. In dieser Funktion wurde Altgelt am 23. Juni 1869 in einem Protestschreiben von 38 Künstlern an das preußische Kultusministerium mit dem Vorwurf konfrontiert, dass er „die überwiegende und ausschließliche Leitung auch der künstlerischen Seite habe und auf die künstlerische Leitung und auf die Ausbildung angehender Künstler einen so wesentlichen Einfluß ausübe, daß Ansichten bewährter Künstler daneben nicht zur Geltung kommen können.“ Den Vorsitz im Direktorium der Düsseldorfer Akademie legte Altgelt am 13. Juli 1870 nieder.
Für seine militärischen Verdienste erhielt er 1815 eine Königliche Medaille. Preußen verlieh ihm außerdem den Roten Adlerorden III. Klasse. Der Bergische Geschichtsverein ernannte ihn zum Ehrenmitglied. Altgelts Grabmal befindet sich im Nordteil (Feld X) des Golzheimer Friedhofs in Düsseldorf.

## Familie
Altgelt heiratete am 21. Mai 1823 Laura Antonie de Greiff (1798–1845), eine Tochter des Krefelder Seidenfabrikanten Johann Anton de Greiff (1765–1835), mit der er sieben Kinder hatte: 
- August Hermann Altgelt (1824–1865), Landbaumeister beim Polizeipräsidium Berlin, später Regierungs- und Baurat sowie Vorstand der Telegrafendirektion zu Berlin,
- Friedericke Laura Antonia Altgelt (1826–1894), 1845 Sopran-Sängerin auf dem Niederrheinischen Musikfest in Düsseldorf, ab 1851 Ehefrau von Georg Hasenclever,
- Laura Elisabeth Antonia Altgelt (1827–1863), ab 1848 Verlobte von Martin Gropius, ab 1855 dessen Ehefrau,
- Ernst Hermann Altgelt (1832–1878), 1851 Auswanderer, 1854 Gründer der Stadt Comfort (Texas),
- Theresa Antonie Altgelt (1837–1910) Ehefrau von William David, eines Pfarrers der Kathedrale von Exeter,
- Carl Anton Hermann Altgelt (1839–1890) und
- Bertha Augusta Altgelt (* 1842).

Nach dem Tod seiner ersten Ehefrau heiratete Altgelt am 16. Mai 1857 Bertha Scheibler (1806–1883, Witwe des Textilfabrikanten und Handelskammerpräsidenten Johann Adam Quirin Croon, 1788–1854, und Tochter des Färbereibesitzers Johann Heinrich Scheibler, 1768–1818).

## Schriften
- 1. Petri III. 15. Seid aber allezeit bereit zur Verantwortung Jedermann, der Grund fordert der Hoffnung, die in Euch ist. Eine Predigt zur Feier des 25. Juni 1830. Schreiner, Düsseldorf 1830.
- Sammlung der gesetzlichen Bestimmungen und Vorschriften des Elementar-Schulwesens im Bezirke der Königl. Regierung zu Düsseldorf, nebst einer historischen Einleitung in die Verwaltung des öffentlichen Unterrichts, aus den Zeiten des Churfürsten Carl Theodor, bis auf das Todesjahr des Königes Friedrich Wilhelm III. 2. Auflage, Schreiner, Düsseldorf 1842 (Digitalisat).
- Geschichte der Grafen und Herren von Moers. Boetticher’sche Buchhandlung, Düsseldorf 1845 (Digitalisat).
- Der 25. März 1702. Eine Denkschrift zur Erinnerung an die vor 150 Jahren erfolgte Besitznahme der Grafschaft Moers durch Friedrich I., König von Preussen. Filder Buchdruckerei, 1852.
- Das sittliche Bewußtsein der Gegenwart und Friedrich Wilhelm III. König von Preußen. Zum Besten des evangelischen Kranken- und Verpflegungshauses in Düsseldorf. Düsseldorf 1866.